# Zanthoxylum lenticulare
Zanthoxylum lenticulare là một loài thực vật có hoa trong họ Cửu lý hương. Loài này được Reynel miêu tả khoa học đầu tiên năm 1995.